# Lukáš Hurník
Lukáš Hurník (* 12. července 1967 Praha) je český hudební skladatel, hudební publicista, moderátor, rozhlasový manažer, syn českého skladatele Ilji Hurníka, klavíristky Jany Hurníkové a synovec českého skladatele Petra Ebena.

## Životopis
Studoval na Pedagogické fakultě Univerzity Karlovy, kde získal titul Ph.D. Svoji hudební dráhu započal jako rocker v hudební skupině Biwoy, kde hrál na baskytaru a skládal první písničky. Některé prvky ze svých rockerských skladeb později použil při komponování vážné hudby, například ve skladbě Hot-suita, která získala první cenu na skladatelské soutěži v Tokiu. Syntéza různých hudebních postupů a stylů je pro jeho kompoziční práci dosti typická. V jeho díle najdeme jak tvorbu písňovou, tak tvorbu orchestrální resp. symfonickou ať duchovní či světskou. Jeho orchestrální skladby zazněly pod taktovkou Jiřího Bělohlávka, Libora Peška, Jamese Judda a dalších dirigentů. Muzikálová opera The Angels měla premiéru v roce 2006 v Národním divadle v rámci Pražského jara.
Více než jeho vlastní skladatelská práce je známá jeho činnost neúnavného a kultivovaného popularizátora vážné hudby, kterou již po relativně dlouhou dobu provádí jak v domovském Českém rozhlasu, tak na půdě České televize (občas i se svým bratrancem Markem Ebenem). Je také spoluautorem učebnic hudební výchovy pro základní a střední školy, pravidelně publikuje v hudebním tisku, o hudbě napsal i velmi pěknou a čtivou populárně naučnou knihu. V současné době (2010) zastává funkci šéfredaktora hudebních stanic Českého rozhlasu D-dur a Jazz Od roku 2006 do roku 2010 zastával též funkci předsedy České hudební rady. Je laureátem Ceny Rudolfa II. za propagaci kultury a umění.

## Dílo

### Vážná hudba
- duchovní hudba
  - Magnificat
  - Svatovojtěšská hodinka
  - kantáta Quis credidit
  - oratorium Křížová cesta (Kreuzweg)
- orchestrální
  - Variace na téma Franka Zappy
  - Souvětí
  - Konstelace pro smyčcový orchestr
  - Trigon – koncert pro housle a orchestr
  - komorní symfonie Dívka a stroj
- písňová
  - Knížka něžností
  - Madrigaly
  - Kafkovo rozjímání
- symfonická
  - symfonie Globus pro bicí nástroje a symfonický orchestr
  - Na cestě z Litomyšle (podle nalezeného náčrtku motivu B.Smetany)
- muzikálová a operní
  - muzikálová opera The Angels[4][5]

### Publikační činnost
- spoluautor učebnic hudební výchovy pro základní a střední školy
- Tajemství hudby, odtajněno, vydala Grada v roce 2000
- pravidelné fejetony v časopisu Harmonie

### Práce pro Českou televizi
- Vincerò – hra o vysoké „c“ – televizní soutěžní pořad o hudbě[6]
- Ti nejlepší z klasiky
- Hudební laboratoř Marka Ebena a Lukáše Hurníka
- scénáře pro cyklus Symfonií Antonína Dvořáka s Jiřím Bělohlávkem
- moderování přímých přenosů z hudebního festivalu Pražské jaro a dalších významných hudebních akcí

### Práce pro Český rozhlas
- rozhlasový pořad Da capo – přes 300 dílů
- šéfredaktor rozhlasové stanice Český rozhlas 3 – Vltava a D-dur

### Diskografie
- Fusion Music – profilové CD (Arco Diva)
- Copliments (Arco Diva)

## Další činnost
- Sbormistr smíšeného pěveckého sboru Gaudium Pragense[7]